# Alfredo Carrizo
Alfredo Horacio Carrizo (Arcadia, Tucumán, 16 de mayo de 1986) es un exfutbolista argentino que jugaba como volante.

## Trayectoria

### Concepción
Carrizo debutó con la camiseta de Concepción en el 2006. Su primera etapa en el club duró hasta 2009. En 2016 volvió al club y disputó la temporada 2016/17.

### Talleres de Perico
En 2010 pasó a Talleres de Perico, donde tuvo un breve paso.

### San Ramón
En 2011 volvió a Tucumán y se sumó San Ramón.

### Villa Cubas
En el 2012 se mudó a Catamarca, para jugar en Villa Cubas. En el equipo de San Fernando del Valle de Catamarca tuvo un corto paso.

### Atlético Tucumán
En el 2012 se sumó a Atlético Tucumán. En el decano jugó hasta el año 2014.

### Unión Aconquija
En 2015 pasó a Unión Aconquija. En el equipo catamarqueño jugó un año.

### San Jorge
En el 2016 volvió a su provincia natal y se unió a San Jorge.

### Deportivo Aguilares
En 2017 jugó para Deportivo Aguilares.

### Ñuñorco
En el año 2018 viajó a Monteros para sumarse a Ñuñorco. En el tigre jugó un año.

### Atlético Concepción
En el 2019 pasó a Atlético Concepción. En el león de la Banda jugó hasta el 2021.

### Deportivo Graneros
En 2022 se unió a Deportivo Granero. En el cocodrilo jugó hasta el 2023.

### Deportivo Llorens
En el 2023 volvió a Chicligasta para sumarse a Deportivo Llorens.

## Clubes
| Club                | País      |
| ------------------- | --------- |
| Concepción          | Argentina |
| Talleres de Perico  | Argentina |
| San Ramón           | Argentina |
| Villa Cubas         | Argentina |
| Atlético Tucumán    | Argentina |
| Unión Aconquija     | Argentina |
| San Jorge           | Argentina |
| Deportivo Aguilares | Argentina |
| Ñuñorco             | Argentina |
| Atlético Concepción | Argentina |
| Deportivo Graneros  | Argentina |
| Deportivo Llorens   | Argentina |